# Kontich
Kontich és un municipi belga de la província d'Anvers a la regió de Flandes. Està compost per les seccions de Kontich i Waerloos. Limita al nord amb Edegem, al nord-est amb Hove, a l'oest amb Aartselaar, a l'est amb Lint, al sud amb Rumst i al sud-est amb Duffel.

## Evolució de la població

### Seglexix
| Any      | 1806                 | 1816  | 1830  | 1846  | 1856  | 1866  | 1876  | 1880  | 1890  |
| -------- | -------------------- | ----- | ----- | ----- | ----- | ----- | ----- | ----- | ----- |
| Població | align=center\| 2.805 | 3.104 | 3.640 | 3.706 | 3.813 | 3.901 | 3.475 | 3.815 | 4.452 |
|          |                      |       |       |       |       |       |       |       |       |

### Segle XX (fins a 1976)
| Any      | 1900  | 1910  | 1920  | 1930  | 1947  | 1961   | 1970   | 1976   |  |
| -------- | ----- | ----- | ----- | ----- | ----- | ------ | ------ | ------ |  |
| Població | 5.007 | 6.212 | 6.910 | 8.067 | 9.143 | 10.923 | 14.432 | 16.070 |  |
|          |       |       |       |       |       |        |        |        |  |

### 1977 ençà
| Any       | 1977   | 1980   | 1985   | 1990   | 1995   | 2000   | 2005   | 2006   |
| --------- | ------ | ------ | ------ | ------ | ------ | ------ | ------ | ------ |
| Població  | 17.630 | 17.931 | 18.081 | 18.667 | 19.373 | 19.874 | 20.246 | 20.244 |
| Font: NIS |        |        |        |        |        |        |        |        |